# Andrés Bello

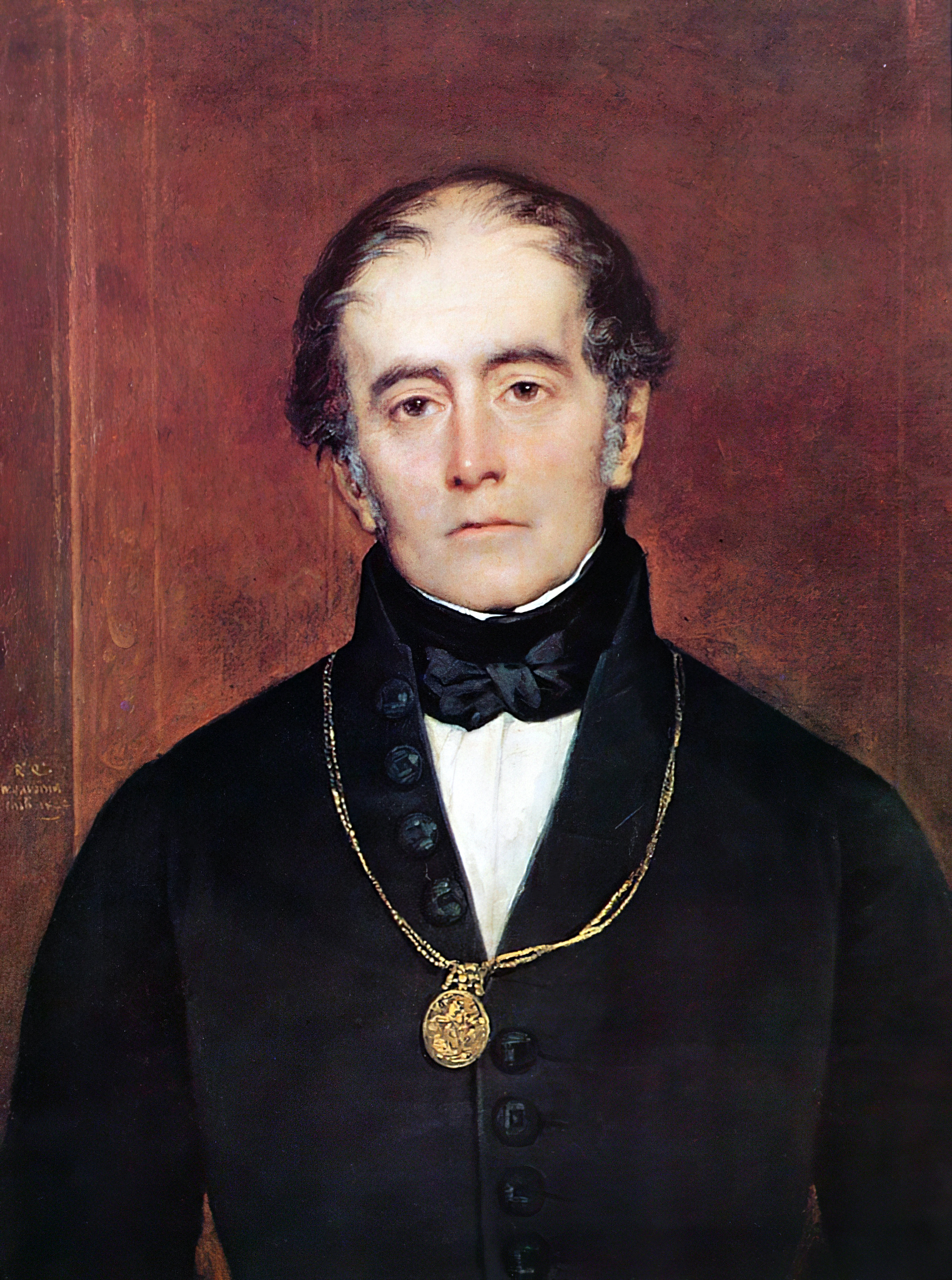
Andrés Bello

Andrés Bello (ur. 29 listopada 1781 w Caracas, zm. 15 października 1865 w Santiago de Chile) – wenezuelski pisarz, działacz kulturowy i polityk.
Studiował w Akademii Ramona Vanlonstena, 1810–1829 przebywał na placówce dyplomatycznej w Londynie, później w Chile. W 1842 założył uniwersytet narodowy w Santiago de Chile i został jego rektorem. Redagował wiele pism, tworzył neoklasycystyczne poezje, przekłady europejskiej poezji (m.in. dzieł Byrona). Pisał również prace naukowe z zakresu prawa, teorii literatury i językoznawstwa, eseje oraz podręczniki.